# کلاته الله‌نظر
الله نظر، از روستاهای بخش مرکزی شهرستان سرخس در استان خراسان رضوی است. این روستا در دهستان خانگیران قرار دارد و براساس سرشماری مرکز آمار ایران در سال ۱۳۹۰، جمعیت آن  ۱۰۷۱نفر (۲۸۷ خانوار) بوده‌است.
این روستا در ۳۴ کیلومتری شمال غربی شهر سرخس و در حاشیه جاده سرخس - مشهد و ۵/۳ کیلومتری شمال غربی روستای گنبدلی وجنوب غربی شرکت پالایش گاز شهید هاشمی نژاد، در تپه ماهورها قرار دارد. ارتفاع آن از سطح دریا ۴۵۰ متر و آب و هوای آن معتدل و خشک کوهستانی است.
ساکنین اصلی الله نظر را طایفه علیمیرزایی که علاوه بر کار در شرکت پالایش گاز شهید هاشمی نژادخانگیران سرخس ، شرکت نفت مرکزی خانگیران به صورت رسمی، قراردادی وپیمانکاری سابقه شبانی در دامداری نیز دارند را تشکیل می‌دهند.
علیمیرزایی‌ها مردمانی هستند که از زاوه یا همان تربت حیدریه امروزی و در زمان رضاشاه به سرخس کوچ کرده‌اند.این طایفه فارس زبانند و گویش تند و خاصی دارند. این طایفه به جز، الله نظر در اسلام قلعه ، چشمه شور و نوبنیاد نیز ساکن هستند.
اسماعیل علیمیرزایی